# Schipka-Pass (Brettspiel)

Spielplan des Spiels Schipka-Pass

Schipka-Pass, auch Schipka-Paß, ist ein Brettspiel bzw. Laufspiel für mehrere Mitspieler. Man benötigt einen Spielwürfel (W6) und pro Mitspieler je eine Spielfigur. Die Entstehung des Spiels oder zumindest seine Bezeichnung steht im Zusammenhang mit der Schlacht am Schipkapass während des Russisch-Osmanischen Krieges (1877–1878), Einzelheiten sind jedoch nicht bekannt.

## Spielbeschreibung
Das Spiel wird auf einem Spielplan mit 25 (nach Jahn) oder 35 (nach Blachetta) Feldern gespielt. Die Felder sind halbkreisförmig angeordnet und fortlaufend nummeriert. Eines oder mehrere der Felder sind hervorgehoben, sie gelten als der namengebende Schipkapass. Bei der 25-Felder-Variante befindet sich dieses besondere Feld in der Mitte (Feld 13), bei der 35-Felder-Variante sind die 7, 13, 18, 23 und 29 die Passfelder. Sie unterteilen den Weg der Spielfiguren in einzelne Abschnitte.
Ziel des Spiels ist es, zunächst den Schipka-Pass zu überwinden und dann über das letzte Feld (25 oder 35) hinauszugelangen. Die optimale Spieleranzahl beträgt 6–12.
Zunächst befinden sich alle Spielfiguren vor dem ersten Feld (außerhalb). Ein Spieler beginnt und es wird der Reihe nach gewürfelt und die Spielfigur so viele Felder gezogen, wie die Augenzahl vorgibt.
Gegnerische Spielfiguren auf dem Feld, auf dem die Figur landet, werden geschlagen und müssen zurück auf das erste Feld des Abschnitts: Im Bereich vor dem Schipka-Pass auf Feld 13 müssen geschlagene Figuren also zurück auf Feld 1. Figuren, die auf dem ersten Feld eines Abschnitts stehen (zum Beispiel auf Feld 14, direkt hinter dem Pass), müssen auf das letzte Feld des vorigen Abschnitts (im Beispiel: Feld 12) zurück.
Wer genau auf dem Schipka-Pass oder auf dem letzten Feld (25 oder 35) landet, muss ebenfalls wieder auf das erste Feld des vorigen Abschnitts zurück. Steht eine andere Figur auf dem Feld, auf das eine geschlagene Figur zurückziehen muss, wird diese ihrerseits geschlagen und muss zurück.
Das Spiel endet, wenn der vorletzte Spieler das letzte Feld überschreitet.

## Varianten
Alternativ kann auch die 25-Felder-Variante mit mehreren Schipka-Pass-Feldern gespielt werden. Diese liegen bei zweien auf Feld 8 und 16, bei dreien auf 6, 13 und 19.
Eine weitere Variante besteht darin, dass nicht der geschlagene Spieler, sondern der eigene auf das Startfeld oder den Schipka-Pass zurückmuss.